# نوني درويش
نوني درويش المولودة سنة 1949 باسم ناهد مصطفى حافظ درويش كاتبة ومتحدثة أمريكية مصرية مؤيدة للسلام بين العرب وإسرائيل وتتبنى موقفا يلوم الثقافة العربية الإسلامية على ما تراه عنفا وكراهية تجاه أمريكا وإسرائيل. وهي مؤسسة عرب من أجل إسرائيل.

## سيرتها
ولدت نوني في القاهرة في مصر. أبوها هو مصطفى حافظ درويش الذي كان مديرا للمخابرات العامة المصرية في غزة في خمسينيات القرن العشرين، ومؤسسا قائدا للعمليات الفدائية في فلسطين المحتلة.
و هي واحدة من أربعة أخوة، يعمل أحدهم دبلوماسيا في الخارجية المصرية، وكانت أختها المتوفاة هدى طبيبة، وأختها الأخرى مي زوجة الكاتب شريف الشوباشي.
كان عمر ناهد ثمانية أعوام عندما اغتال الموساد أباها سنة 1956.
ينسب إليها قولها أن موت أبيها «يعود إلى الحضارة الإسلامية في الشرق الأوسط وإلى حملة إعلان الكره الذي يتم تعليمه للأطفال منذ الطفولة» [بحاجة لمصدر]. تقول أن مهمتها هي أن «تحث على الصلح، والقبول والفهم» بين الإسرائيليين والعرب.
درست علم الاجتماع في الجامعة الأمريكية بالقاهرة وتخرجت فها سنة 1969، ثم عملت محررة ومترجمة لصحيفة الشرق الأوسط إلى أن هاجرت عام 1978 إلى الولايات المتحدة مع زوجها، حيث اكتسبت الجنسية الأمريكية.
بدأت بعد أحداث سبتمبر كتابة مقالات تنتقد فيها ماتراه عل أنه تطرف الإسلامي وأسست حركة «عرب لأجل إسرائيل» تصف نفسها بأنها منظمة من العرب والمسلمين الذين يحترمون ويؤيدون دولة إسرائيل، ويرحبون بشرق أوسط سالم ومتنوع، ويرفضون عد الإرهاب القاتل والانتحاري نوعا من الجهاد، ويؤيدون النقد الذاتي البناء والمصلح في العالم العربي والإسلامي.
أصدرت سنة 2006 كتابا بعنوان «الآن يدعونني بالكافرة: لم نبذت الجهاد لأجل أمريكا وإسرائيل والحرب على الإرهاب» تصف فيه ما رأته سيطرة للمتطرفين المسلمين على المساجد في أمريكا ودعوتهم إلى كراهية المجتمع الأمريكي.
كما أنتقدت رد فعل المسلمين على أحداث الرسوم الصحفية الدنماركية التي تناولت رسول الإسلام الذي رأته عنيفا ومبالغا فيه، وقارنته بردود أفعال المسيحيين الغربيين في الظروف المشابهة، فين حين أكدت أنها ترفض الإساءة للأديان كلها.
نفت نوني ما أشيع من أنها تبرأت من أبيها ومن أعماله كفدائي مقاوم ونفت أنها وصفته بالإرهابي وأنها تؤيد إسرائيل لقتله. إلا أنها أكدت مسامحتها الإسرائيليين على ما سلف لأنها ترى أن التسامح هو السبيل لتحقيق السلام.
اعتنقت المسيحية، إذ ينسب إليها قولها «الإسلام هو الذي تركني وأذهب إلى الكنيسة حيث لا يتحدثون في السياسة لأسمع كلاما عن الحب لم أعد اسمعه في جوامعنا ولو سمعت كلاما عن الحب في الإسلام وتوقف الكلام في السياسة في الجوامع - ولو قليلا - فسوف أقضي حياتي كلها في جامع». وتضيف «أنا لست ضد الإسلام ولم أترك الدين ولم أعتنق المسيحية وذهابي إلى الكنيسة لا يعني أني اعتنقت المسيحية»
لكنها ظهرت مؤخرا على قناة الحياة المسيحية وروت قصة اعتناقها المسيحية.

## طالع كذلك
- الصراع العربي الإسرائيلي
- وليد شعيبات
- وفاء سلطان